# Kisszékelyi-dombság
Kisszékelyi-dombság este o arie protejată (arie de protecție specială avifaunistică — SPA) din Ungaria întinsă pe o suprafață de 2.643,57 ha, integral pe uscat.

## Localizare
Centrul sitului Kisszékelyi-dombság este situat la coordonatele 46°41′57″N 18°31′40″E / 46.6992°N 18.5278°E.

## Înființare
Situl Kisszékelyi-dombság a fost declarat arie de protecție specială avifaunistică în mai 2004 pentru a proteja 12 specii de animale.

## Biodiversitate
Situată în ecoregiunea panonică, aria protejată nu include niciun habitat protejat.
La baza desemnării sitului se află mai multe specii protejate de  păsări (12): acvilă țipătoare mică (Aquila pomarina), caprimulg (Caprimulgus europaeus), barză neagră (Ciconia nigra), ciocănitoarea de stejar (Dendrocopos medius), ciocănitoare neagră (Dryocopus martius), muscar-gulerat (Ficedula albicollis), codalb (Haliaeetus albicilla), sfrâncioc roșiatic (Lanius collurio), ciocârlie de pădure (Lullula arborea), viespar (Pernis apivorus), ciocănitoare verzuie (Picus canus), silvie porumbacă (Sylvia nisoria).